# Glipa nigrosignata
Glipa nigrosignata là một loài bọ cánh cứng trong họ Mordellidae. Loài này được Chevrolat miêu tả khoa học năm 1882.